# Conservação da massa
A Lei da Conservação das Massas foi publicada pela primeira vez em 1760, em um ensaio de Mikhail Lomonosov. No entanto, a obra não repercutiu na Europa Ocidental, cabendo ao francês Antoine Lavoisier o papel de tornar mundialmente conhecido o que hoje se chama Lei de Lavoisier.

## Definição
Em qualquer sistema fechado, físico ou químico, nunca se cria nem se elimina matéria, apenas é possível transformá-la de uma forma em outra. Portanto, não se pode criar algo do nada nem transformar algo em nada (Na natureza, nada se cria, nada se perde, tudo se transforma). Logo, tudo que existe provém de matéria preexistente, só que em outra forma, assim como tudo o que se consome apenas perde a forma original, passando a adotar uma outra. Tudo se realiza com a matéria que é proveniente do próprio planeta, apenas havendo a retirada de material do solo, do ar ou da água, o transporte e a utilização desse material para a elaboração do insumo desejado, sua utilização para a população e, por fim, a disposição, na Terra, em outra forma, podendo muitas vezes ser reutilizado.

## História
Preocupado em utilizar métodos quantitativos, Lavoisier tinha a balança como um de seus principais instrumentos em atividades experimentais.
Por volta de 1774, o químico francês realizava experiências sobre a combustão e a calcinação de substâncias. Observou que, dessas reações, sempre resultavam óxidos cujo peso era maior que o das substâncias originalmente usadas.
Informado sobre as características do gás que ativava a queima de outras substâncias (que mais tarde foi denominado pelo próprio Lavoisier como oxigênio, que quer dizer gerador de ácidos), passou a fazer experiências com o mesmo e acabou por deduzir que a combustão e a calcinação nada mais eram que o resultado da combinação desse gás com as outras substâncias. E que a massa aumentada dos compostos resultantes correspondia à massa da substância inicialmente empregada, mais a massa do gás a ela incorporado através da reação.

### Conclusão
Os estudos experimentais realizados por Lavoisier que levaram-no a concluir que, numa reação química que se processe num sistema fechado, a massa permanece constante, ou seja, a soma das massas dos reagentes é igual à soma das massas dos produtos:
Assim, por exemplo, quando 2 gramas de hidrogênio reagem com 16 gramas de oxigênio verifica-se a formação de 18 gramas de água; do mesmo modo, quando 12 gramas de carbono reagem com 32 gramas de oxigênio ocorre a formação de 44 gramas de gás carbônico.
Em um sistema fechado, a massa das substâncias que reagem é exatamente igual à massa das substâncias que se formam. A conservação das massas é uma consequência da conservação do número de átomos durante uma reação química.
Através de seus trabalhos, pôde enunciar uma lei que ficou conhecida como lei da conservação das massas ou lei de Lavoisier:
"Numa reação química que ocorre num sistema fechado, a massa total antes da reação é igual à massa total após a reação".
ou,
"Numa reação química a massa se conserva porque não ocorre criação nem destruição de átomos. Os átomos são conservados, eles apenas se rearranjam. Os agregados atômicos dos reagentes são desfeitos e novos agregados atômicos são formados".
ou,

"No final de uma reação química, a massa final do produto é igual à soma das massas dos reagentes".

ou,

"Na natureza, a matéria não é criada e nem destruída, apenas sofre transformações".
O que hoje pode parecer evidente, nem sempre o foi.  Queimando-se magnésio, cientistas anteriores a Lavoisier observavam um aumento de massa, enquanto que, queimando enxofre, notavam uma perda de massa. Coube a Lavoisier, percebendo que esses ensaios deveriam ser feitos em sistemas fechados (onde não há troca de matéria com o meio ambiente), esclarecer que as diferenças de massas eram devidas à absorção ou liberação de gases durante as reações.